# Transformation de Hartley
En mathématiques, la transformation de Hartley (TH) est une transformation intégrale étroitement liée à la transformation de Fourier (FT), mais qui transforme les fonctions à valeurs réelles en fonctions à valeurs réelles. Elle a été proposée comme alternative à la transformée de Fourier par Ralph V.L. Hartley en 1942, et est l'une des nombreuses transformées connues liées à Fourier. Par rapport à la transformation de Fourier, la transformation de Hartley présente l'avantage de transformer des fonctions réelles en fonctions réelles (au lieu de nécessiter des nombres complexes) et d'être sa propre inverse, cependant l'expression des transformées de Hartley usuelles peut être plus compliquée que celles de leurs transformées de Fourier.
La version discrète de la transformation, la transformation de Hartley discrète (THD), a été développée par Ronald N. Bracewell en 1983. 
La transformée de Hartley bidimensionnelle peut être calculée par un processus optique analogique similaire à une transformation de Fourier optique (TFO), avec l'avantage proposé que seule son amplitude et son signe doivent être déterminés plutôt que sa phase complexe
. Cependant, les transformées de Hartley optiques ne semblent pas avoir été largement utilisées.

## Définition
La transformée de Hartley d'une fonction {\displaystyle f(t)} est définie par :
{\displaystyle H(\omega )=\left\{{\mathcal {H}}f\right\}(\omega )={\frac {1}{\sqrt {2\pi }}}\int _{-\infty }^{\infty }f(t)\operatorname {cas} (\omega t)\,\mathrm {d} t\,,}
où {\displaystyle \omega } peut dans les applications être une fréquence angulaire et
{\displaystyle \operatorname {cas} (t)=\cos(t)+\sin(t)={\sqrt {2}}\sin(t+\pi /4)={\sqrt {2}}\cos(t-\pi /4)\,,}
est le noyau cosinus-sinus (cas) ou noyau de Hartley . En termes d'ingénierie, cette transformation fait passer un signal (fonction) du domaine temporel au domaine spectral de Hartley (domaine fréquentiel).

### Transformée inverse
La transformation de Hartley a la propriété pratique d'être sa propre inverse (cette transformation est une involution ) :
{\displaystyle f=\{{\mathcal {H}}\{{\mathcal {H}}f\}\}\,.}

### Conventions
Ce qui précède est conforme à la définition originale de Hartley, mais (comme pour la transformée de Fourier) divers détails mineurs sont des questions de convention et peuvent être modifiés sans altérer les propriétés essentielles :
- Au lieu d'utiliser la même transformation pour le sens direct et l'inverse, on peut supprimer le coefficient {\displaystyle {1}/{\sqrt {2\pi }}} à partir de la transformation directe et de l'utilisation {\displaystyle {1}/{2\pi }} pour l'inverse — ou, en fait, toute paire de normalisations dont le produit est {\displaystyle {1}/{2\pi }}.(de telles normalisations asymétriques se retrouvent parfois dans des contextes purement mathématiques et techniques).
- On peut également utiliser {\displaystyle 2\pi \nu t} au lieu de {\displaystyle \omega t} (c'est-à-dire la fréquence au lieu de la fréquence angulaire), auquel cas le {\displaystyle {1}/{\sqrt {2\pi }}} le coefficient est entièrement omis.
- On peut utiliser {\displaystyle \cos -\sin } au lieu de {\displaystyle \cos +\sin } comme le noyau.

## Relation avec la transformée de Fourier
Cette transformation diffère de la transformée de Fourier classique {\displaystyle F(\omega )={\mathcal {F}}\{f(t)\}(\omega )} dans le choix du noyau. Dans la transformée de Fourier, on a le noyau exponentiel, {\displaystyle \exp \left({-\mathrm {i} \omega t}\right)=\cos(\omega t)-\mathrm {i} \sin(\omega t)}, où {\displaystyle \mathrm {i} } est l'unité imaginaire.
Les deux transformations sont cependant étroitement liées, et la transformée de Fourier (en supposant qu'elle utilise la même convention de normalisation {\displaystyle 1/{\sqrt {2\pi }}} ) peut être calculée à partir de la transformée de Hartley via :
{\displaystyle F(\omega )={\frac {H(\omega )+H(-\omega )}{2}}-\mathrm {i} {\frac {H(\omega )-H(-\omega )}{2}}\,.}
Autrement dit, les parties réelles et imaginaires de la transformée de Fourier sont simplement données respectivement par les parties paires et impaires de la transformée de Hartley.
Inversement, pour les fonctions à valeurs réelles {\displaystyle f(t)}, la transformée de Hartley est donnée à partir des parties réelles et imaginaires de la transformée de Fourier :
{\displaystyle \{{\mathcal {H}}f\}=\Re \{{\mathcal {F}}f\}-\Im \{{\mathcal {F}}f\}=\Re \{{\mathcal {F}}f\cdot (1+\mathrm {i} )\}\,,}
où {\displaystyle \Re } et {\displaystyle \Im } désignent les parties réelles et imaginaires.

## Propriétés
La transformée de Hartley est un opérateur linéaire réel symétrique (et hermitien). De ses propriétés symétriques et auto-inverses, il résulte que la transformée est un opérateur unitaire (et même orthogonal).
La convolution utilisant les transformées de Hartley est 
{\displaystyle {\mathcal {H}}(f*g)(\omega )={\frac {F(\omega )G(\omega )+F(-\omega )G(\omega )+F(\omega )G(-\omega )-F(-\omega )G(-\omega )}{2}}} où {\displaystyle F(\omega )=\{{\mathcal {H}}f\}(\omega )} et {\displaystyle G(\omega )=\{{\mathcal {H}}g\}(\omega )}
La transformée de Hartley de l'autocorrélation d'une fonction est donnée par:
{\displaystyle {\mathcal {H}}(R_{f})(\omega )={\mathcal {H}}\left(x\mapsto \int _{-\infty }^{\infty }f(t+x)f^{*}(t)\mathrm {d} t\right)={\frac {F(\omega )^{2}+F(-\omega )^{2}}{2}}}
Similaire à la transformation de Fourier, la transformation de Hartley d'une fonction paire/impaire est respectivement paire/impaire.

### Noyau de Hartley
Les propriétés du noyau de Hartley, pour lequel Hartley a introduit le nom cas pour la fonction (comme acronyme de cosine and sine) en 1942,   découlent directement de la  trigonométrie et de sa définition comme une fonction trigonométrique déphasée {\displaystyle \operatorname {cas} (t)={\sqrt {2}}\sin(t+\pi /4)=\sin(t)+\cos(t)}. Par exemple, il a une identité d'addition d'angle de :
{\displaystyle 2\operatorname {cas} (a+b)=\operatorname {cas} (a)\operatorname {cas} (b)+\operatorname {cas} (-a)\operatorname {cas} (b)+\operatorname {cas} (a)\operatorname {cas} (-b)-\operatorname {cas} (-a)\operatorname {cas} (-b)\,.}
De plus:
{\displaystyle \operatorname {cas} (a+b)={\cos(a)\operatorname {cas} (b)}+{\sin(a)\operatorname {cas} (-b)}=\cos(b)\operatorname {cas} (a)+\sin(b)\operatorname {cas} (-a)\,,}
et sa dérivée est donnée par :
{\displaystyle \operatorname {cas} '(a)=\cos(a)-\sin(a)=\operatorname {cas} (-a)\,.}

## Exemples
| Fonction                                    | Transformée de Hartley ξ est la fréquence | Remarques |
| ------------------------------------------- | --- | --- |
| {\displaystyle f(x)\,}                      | {\displaystyle {\begin{aligned}&{\hat {f}}(\xi )\\&=\int _{-\infty }^{\infty }f(x)\operatorname {cas} (2\pi \xi x)\,\mathrm {d} x\end{aligned}}} | Définition |
| {\displaystyle a\cdot f(x)+b\cdot g(x)\,}   | {\displaystyle a\cdot {\hat {f}}(\xi )+b\cdot {\hat {g}}(\xi )\,}                                                                                | Linéarité |
| {\displaystyle \delta (x)\,}                | {\displaystyle 1} | |
| {\displaystyle \operatorname {rect} (ax)\,} | {\displaystyle 2a\cdot \operatorname {sinc} \left(2a\xi \right)}                                                                                 | Pour la fonction rectangulaire voir fonction porte ; la fonction sinus cardinal normalisé est définie ici par sinc(x) = sin(πx)/πx |
| {\displaystyle \exp(-k\|x\|),\ k>0\,}       | {\displaystyle {\frac {2(k+\pi \xi )}{k^{2}+4\pi ^{2}\xi ^{2}}}}                                                                                 | |